# Depressaria velox
Depressaria velox — вид лускокрилих комах родини плоских молей (Depressariidae).

## Поширення
Вид поширений в Іспанії, Франції, Греції та Україні.

## Опис
Розмах крил 20-25 мм.

## Спосіб життя
Личинки живляться листям ферули (Ferula).